# Protodrilus adhaerens
Protodrilus adhaerens är en ringmaskart som beskrevs av Jägersten 1952. Protodrilus adhaerens ingår i släktet Protodrilus och familjen Protodrilidae. Arten är reproducerande i Sverige. Utöver nominatformen finns också underarten P. a. gracilis.